# NGC 1517
NGC 1517 je galaksija u zviježđu Biku.

## Vanjske poveznice
- SEDS: NGC 1517